# Pietro Ruggeri da Stabello
Pietro Ruggeri da Stabello (Zogno, 15 luglio 1797 – Bergamo, 17 gennaio 1858) è stato un poeta italiano.
Pietro Ruggeri, che aggiunse al suo nome la dicitura “da Stabello” in onore del piccolo paese della valle Brembana in cui nacque nel 1797, fu uno dei più grandi poeti di espressione dialettale che la bergamasca abbia conosciuto.

## La vita
Nato da Santo e Stella Diana Ceribelli, originari del capoluogo orobico ma rifugiatisi in valle Brembana per sfuggire ai disordini seguiti alla caduta della Repubblica di Venezia, venne presto indirizzato agli studi da don Carlo Botta, raggiungendo in seguito il diploma di ragioniere, conseguito dopo essersi nuovamente trasferito nel capoluogo orobico.
Di carattere gioviale ed espansivo con un grande dinamismo intellettuale, amava comporre i propri versi a contatto con la gente, tant'è che  gli argomenti da lui trattati non furono mai né troppo banali né troppo aulici, riguardanti principalmente la vita quotidiana della sua gente.

## Lo scrittore
Inizialmente cominciò a scrivere più come esercitazione e per diletto, come testimoniato dalla "Lettera di Pietro Ruggeri da Stabello contro la diffusa miseria" del 1816.
La prima opera vera e propria risale invece al 1820: si tratta di un capitolo ternario composto da 121 endecasillabi in lingua italiana chiamato "Il trionfo delle coreggie asciutte e siropate". L'anno successivo scrisse altri tre scritti in italiano, rimasti inediti, chiamati il "Venite genti a piangere", "Un orator sul pulpito montò" e "Entrati due signori nell'ospedale de' pazzi".
Le prime opere in dialetto bergamasco sono del 1822, anno in cui compose la poesia Teucc i impiegacc chilò de la Finanza.
In quei tempi cominciò ad assumere una certa importanza nel mondo cittadino, tanto da essere ritratto in un dipinto dal pittore Enrico Scuri e ospitato nel salotto del conte Andrea Vertova, frequentato dalle personalità più dotte di Bergamo.
Tuttavia non volle mai “celebrarsi”, tanto che per vivere svolse i lavori più disparati: anche per questo fu considerato un anti-personaggio.
Nel 1827 fondò l'Accademia Filarmonica presso il Teatro della fenice di Bergamo, diventandone presidente e venendo ritratto nell'occasione dall'amico pittore Luigi Deleidi detto il nebbia.
Pubblicò altri scritti, tra cui le "Rime Bortoliniane del Rugger de Stabell", raccolte in numerosi volumi, e altri sonetti per lo più dedicati a personaggi noti o amici, tra cui quelli composti per il pittore Francesco Coghetti, il burattinaio Battaglia ed esponenti della famiglia Vertova-Camozzi (proprietari del castello di Costa di Mezzate).
Cominciò a redigere un vocabolario bergamasco-italiano, opera rimasta incompiuta anche a causa della sua complessità. Il lavoro infatti non era basato su una raccolta occasionale di termini e sulla semplice traduzione di un dizionario italiano, ma su un insieme di vocaboli e modi di dire assemblati con un lavoro originale.
Alcuni suoi componimenti vennero rappresentati presso il teatro locale, tra i quali riscosse grande successo "Oh de la mula".
Nel corso del 1848 si verificarono numerose rivolte contro gli austriaci, avvenimenti raccontati e raccolti in un volume di discreto successo, redatto durante il soggiorno del poeta in valle Brembana dove su costretto a riparare, prima a Fuipiano e poi a Zogno, a causa di un canto scritto in onore di Pio IX e dell'Italia, quando gli austriaci rientrarono a Bergamo.
I suoi scritti vennero fortemente rivalutati parecchi anni dopo la sua morte, avvenuta a Bergamo, in Borgo Santa Caterina, il 17 gennaio 1858.  Basti pensare che la sua tomba andò persa dopo che il cimitero in cui era stato tumulato venne chiuso.
Come parziale indennizzo la città di Bergamo, oltre a intitolargli una via, inaugurò un mezzobusto marmoreo in suo onore in una delle piazze principali della città bassa.
Nel 1933, il concittadino Bortolo Belotti gli dedicò lo scritto Pietro Ruggeri. Poeta bergamasco.

## Le opere
- Raccolta Pietro Ruggeri (da Stabello), poeta vernacolare.  Raccolta di appunti, poesie, corrispondenza epistolare e scritti vari, custoditi nella Biblioteca Angelo Mai di Bergamo.
- Rime Bortoliniane del Rugger de Stabell
- Oh de la Mula, intermezzo buffo posto in musica da Girolamo Forini (1843) Partitura originale Partitura per piccola orchestra
- Rivoluzione di Bergamo dell'anno 1848
- Poesie in dialetto bergamasco sparse;  raccolte da Achille Mazzoleni (1912)
- Poesie in dialetto bergamasco; raccolte da Antonio Tiraboschi (1931)
- Poesie in dialetto bergamasco; raccolte da Antonio Tiraboschi (1869)
- Pietro Ruggeri poeta bergamasco; raccolte da Bortolo Belotti (1933)
- Rime bergamasche; Edizione critica di tutte le rime dialettali, a cura di Piera Tomasoni (1979)